# جاي ولز
جاي ولز هو لاعب هوكي الجليد كندي، ولد في 18 مايو 1959 في Paris, Ontario ‏ في كندا.

## وصلات خارجية
- جاي ولز على موقع دوري الهوكي الوطني (الإنجليزية)
- جاي ولز على موقع قاعة مشاهير الهوكي (لاعب أن.إتش.أل) (الإنجليزية)
- جاي ولز على موقع EliteProspects.com (الإنجليزية)
- جاي ولز على موقع HockeyDB.com (الإنجليزية)
- جاي ولز على موقع Hockey-Reference.com (الإنجليزية)